# Pöhlbachschanze
Pöhlbachschanze – kompleks skoczni narciarskich, znajdujący się w niemieckiej miejscowości Pöhla. Największym obiektem kompleksu jest średnia skocznia narciarska o punkcie konstrukcyjnym K60.
Rekordzistą obiektu jest Niemiec Dirk Else, który w 2001 roku skoczył 68,5 m.